# Julia Görges
Julia Görges (ou Goerges), née le 2 novembre 1988 à Bad Oldesloe (en Allemagne de l'Ouest), est une joueuse de tennis allemande, professionnelle de 2005 à 2020.
Sa surface de prédilection est le dur. Elle est entraînée depuis le début de 2016 par Michael Geserer et Matthias Mischka, après de longues années aux côtés de Sascha Nensel.
Elle a remporté sept titres en simple durant sa carrière, à Bad Gastein, Stuttgart, Moscou, Zhuhai, Auckland et Luxembourg. Elle compte également cinq titres en double dames, acquis entre juillet 2009 et août 2015.
Elle a réalisé le plus rapide service de l'année 2012, à 203 km/h, à Roland-Garros. C'est alors le quatrième service le plus rapide de l'histoire.
Elle annonce sa retraite le 21 octobre 2020.

## Biographie
Julia Görges naît le 2 novembre 1988 à Bad Oldesloe de son père Klaus et de sa mère Inge qui travaillent tous deux dans un cabinet d'assurance. Elle a une demi-sœur aînée qui s'appelle Maike et qui travaille aussi dans le domaine de l'assurance. C'est à l'âge de six ans qu'elle commence à jouer au tennis quand ses parents l'emmènent régulièrement dans le club où ils jouaient eux-mêmes. Après avoir terminé ses études, elle devient professionnelle en 2005. Elle est une très grande admiratrice de l'ancienne no 1 mondiale Martina Hingis. Ses coups favoris sont le service et le coup droit.

## Style de jeu
Julia Görges est une joueuse puissante de fond du court. Elle s'appuie notamment sur la puissance et la précision de son coup droit et de son service alors que son revers est lui moins tranchant. Elle est beaucoup plus à l'aise en attaque qu'en défense, son déplacement restant son point faible. Son retour est lui aussi à améliorer, mais son service l'aide souvent à se sortir de situations périlleuses. L'Allemande reste toutefois inconstante malgré son potentiel.

## Carrière tennistique

### Ses débuts jusqu'à 2009

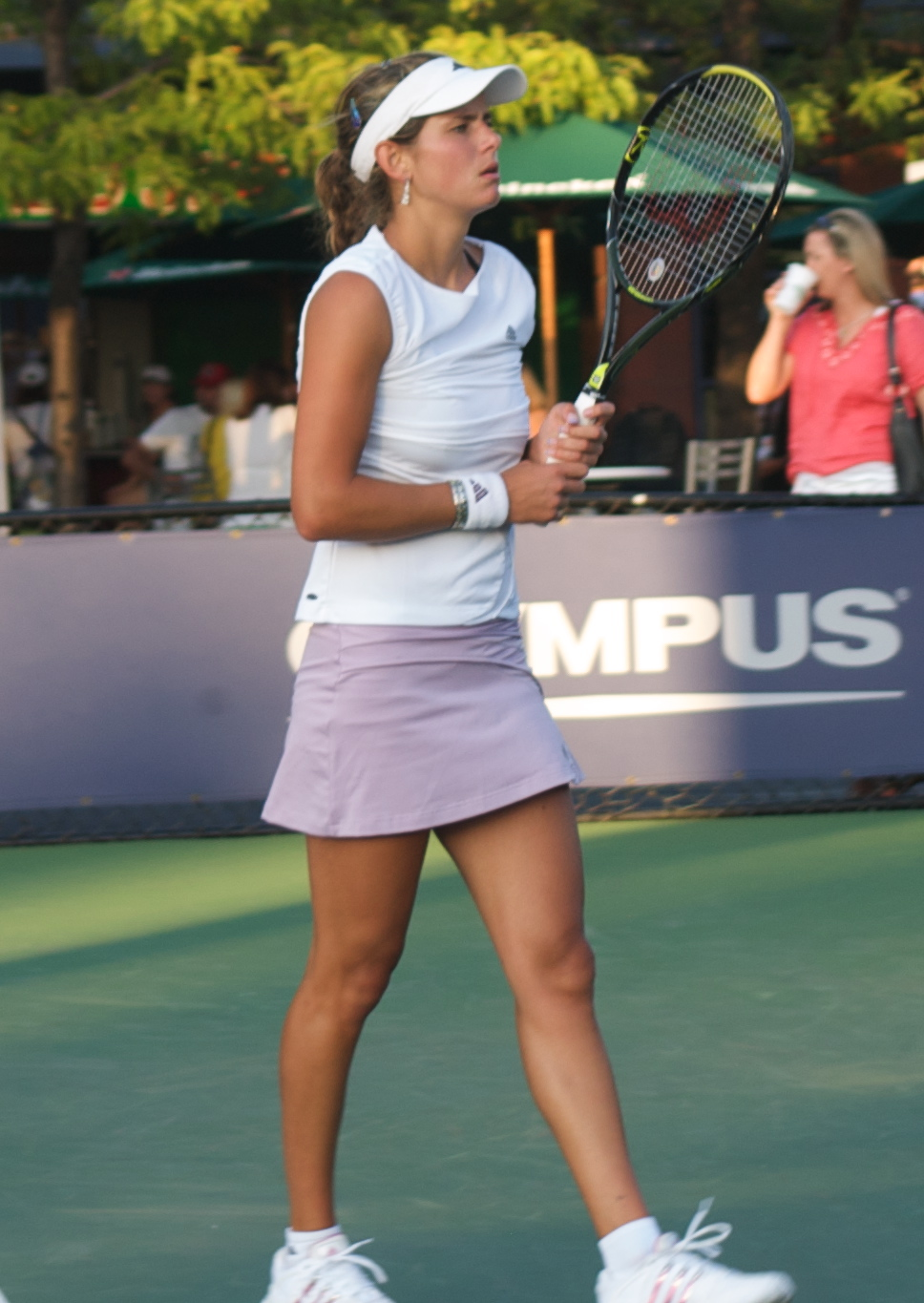
Julia Görges à l'US Open en 2008.

Julia Görges devient professionnelle en 2005 et dispute son premier tournoi à Stuttgart-Vaihingen, où elle n'accède pas au tableau principal. C'est en 2006 qu'elle participe à son premier quart de finale dans un tournoi ITF à Oberhaching et qu'elle remporte le premier titre de sa carrière, toujours dans un tournoi de la même catégorie à Erding.
En 2007, elle se qualifie pour la première fois pour un tableau principal sur le circuit WTA à Doha, battue par Svetlana Kuznetsova, puis se hisse dans sa première demi-finale à Stockholm, défaite cette fois-là par Vera Dushevina. Elle se qualifie pour la première fois dans le tableau principal dans un Grand Chelem mais perd face à Justine Henin en deux sets. Cette année, elle remporte deux titres ITF en simple et en double.
L'année 2008 marque surtout son accession pour la première fois au top 100, le 9 juin 2008 après Roland-Garros. Elle atteint aussi entre autres les demi-finales de Portorož ainsi que les quarts de finale à Memphis. C'est aussi la première fois qu'elle est appelée à représenter son pays face aux États-Unis, match qu'elle perd face à Lindsay Davenport en deux sets. Elle ne termine pas l'année dans le top 100 (108e).
En 2009, elle gagne un titre ITF à Biarritz, le 5e de sa carrière, et surtout termine l'année pour la toute première fois dans le top 100 le 28 décembre.

### 2010. Premier sacre sur le circuit

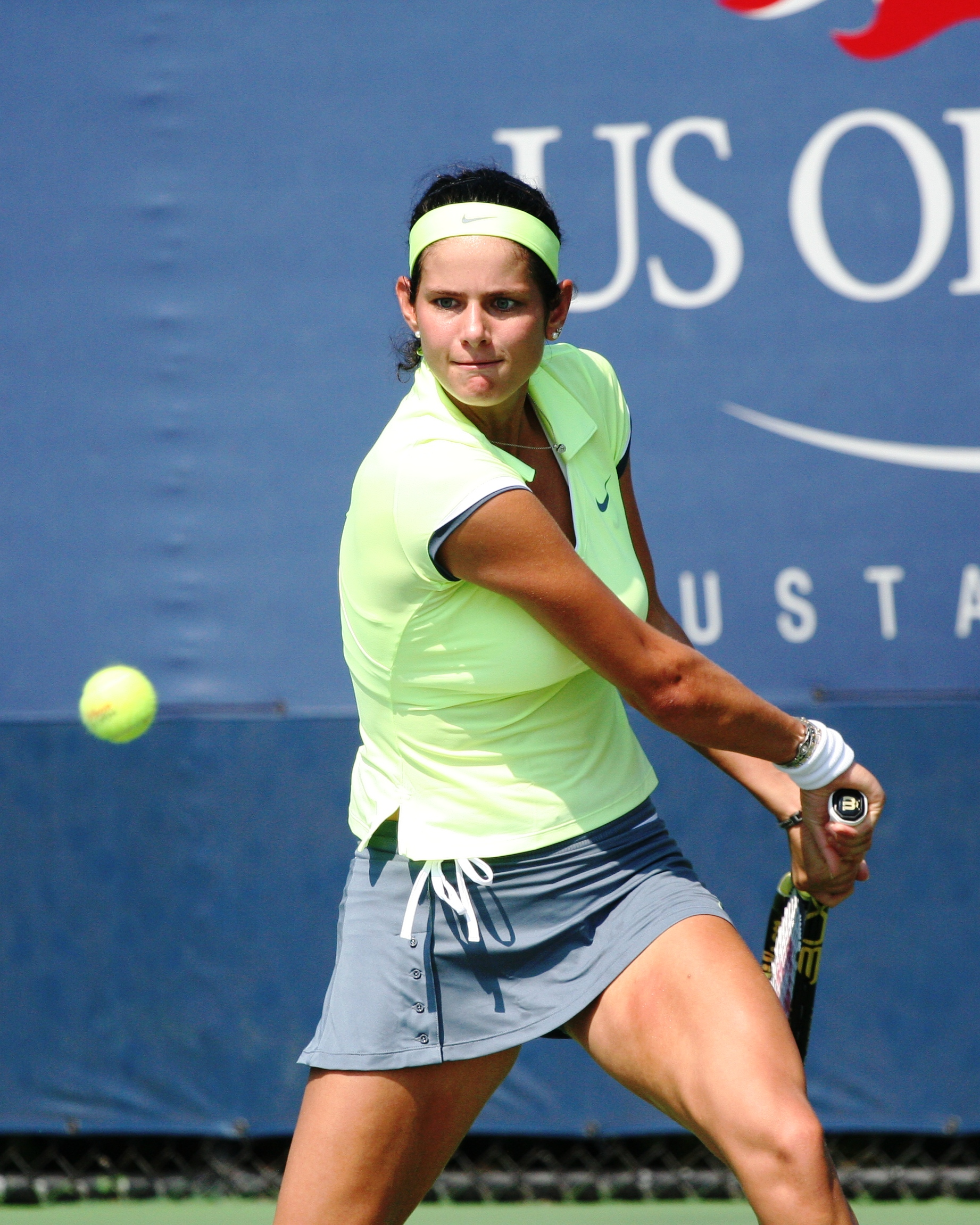
Julia Görges à l'US Open en 2010.

Görges commence la saison de manière assez décevante puisqu'elle est battue d'entrée à Auckland et Sydney puis à l'Open d'Australie éliminée dès le 2e tour. Elle éprouve en février ou encore en mars les mêmes difficultés à franchir les tours dans les tournois auxquels elle prend part, que ce soit sur le dur américain puis sur terre battue avec plusieurs éliminations précoces.
Il faut attendre le tournoi de Strasbourg pour qu'elle trouve enfin son renouveau et participer ainsi à son premier quart de finale de la saison éliminée par Maria Sharapova en deux sets. Elle ne confirme néanmoins pas à Roland-Garros, battue au 2e tour par la no 1 mondiale Serena Williams puis au premier tour de Wimbledon par la Française Marion Bartoli. Mais c'est à ce moment-là que sa saison va prendre un grand tournant.
Après avoir remporté le tournoi ITF de Biarritz sans perdre un seul set, elle enchaîne par une demi-finale à Palerme et la semaine suivante remporte le premier titre WTA de sa carrière à Bad Gastein, face à la Suissesse Timea Bacsinszky en deux sets. Cette victoire lui permet d'entrer dans le top 50 pour la première fois le 26 juillet 2010.
Elle décide de faire l'impasse sur US Open series et de s'engager directement à l'US Open, où elle chute dès le deuxième tour face à la demi-finaliste de l'édition 2009 Yanina Wickmayer. En fin de saison, elle atteint un autre quart de finale à Copenhague, son 4e de la saison, et à Linz. Görges atteint aussi sa deuxième finale sur le tour principal au tournoi de Luxembourg, battue par Roberta Vinci. Cette finale lui permet de conforter son classement dans le top 50 et de terminer l'année 40e mondiale.

### 2011. Premier grand titre à Stuttgart

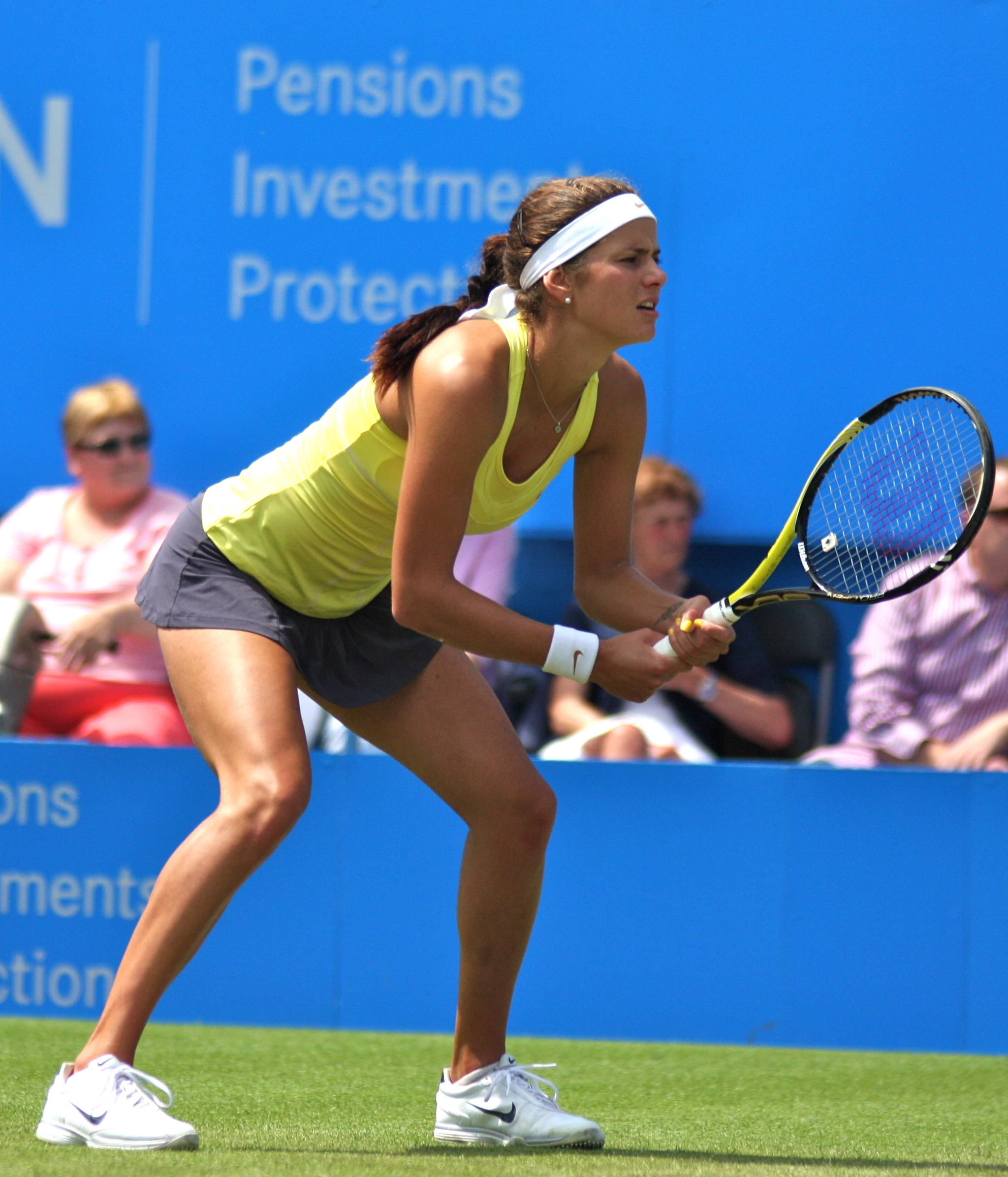
Julia Görges à Eastbourne en 2011.

En début d'année, Görges atteint les demi-finales à Auckland puis atteint le 3e tour de l'Open d'Australie pour la première fois de sa carrière, battue par Maria Sharapova en trois sets. Elle défend les couleurs de son pays face à la Slovénie où elle perd son premier match et remporte le deuxième puis connaît une période creuse jusqu'à fin mars.
C'est à Charleston qu'elle retrouve des couleurs en atteignant les quarts de finale ; à noter qu'elle est passée aux bords de la correctionnelle face à Eva Birnerová au 2e tour, menée 1-6, 1-5 et sauvant de multiples balles de matchs avant de retourner la situation en sa faveur. Sa bonne forme continue à Stuttgart, tournoi qu'elle remporte après avoir battu la no 1 mondiale Caroline Wozniacki en deux sets mais aussi la tête de série no 4, Victoria Azarenka, sur abandon (blessée à l'épaule), sa compatriote Sabine Lisicki revenante et la tête de série no 5 Samantha Stosur en trois sets. Elle remporte ainsi le premier titre de la catégorie Premier de sa jeune carrière et devient aussi la première Allemande depuis Anke Huber à s'imposer dans ce tournoi depuis 1994.
À Madrid, Julia Görges s'illustre encore en éliminant la no 1 mondiale Caroline Wozniacki au 3e tour pour la deuxième semaine consécutive, et se hisse jusqu'en demi-finale, qu'elle perd face à Victoria Azarenka exténuée par ses dernières semaines fructueuses. Julia Görges obtient ainsi le meilleur classement de sa carrière le 9 mai 2011, tout juste 20e mondiale. Déjà forfait pour Rome à cause d'une blessure au dos, elle préfère ne prendre aucun risque supplémentaire en jouant à Bruxelles. Malgré ces belles performances, elle n'arrive qu'au 3e tour de Roland-Garros, défaite par la 11e mondiale Marion Bartoli en trois sets (3-6, 6-2, 6-4).
Elle tombe d'entrée à Eastbourne et réalise sa meilleure performance en atteignant le 3e tour à Wimbledon, qu'elle perd face à la Slovaque Dominika Cibulková.
Elle défend son titre à Bad Gastein mais perd dès le premier tour. À l'US Open, elle perd au 3e tour face à la Chinoise Peng Shuai. Elle termine la saison au tournoi de Luxembourg, où elle est éliminée par la future lauréate Victoria Azarenka.

### 2012. Meilleur classement en carrière

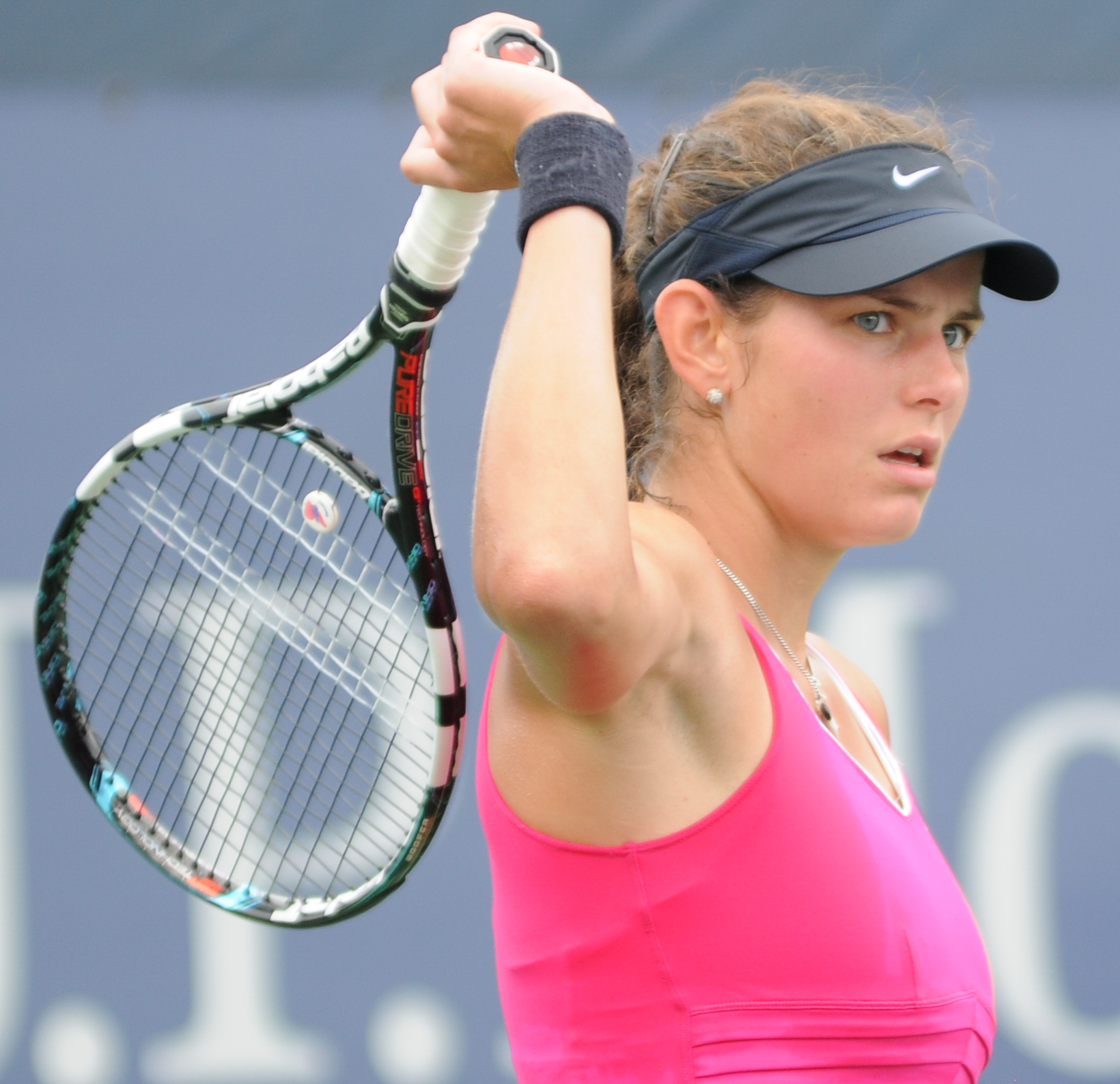
Julia Görges à l'US Open en 2012.

Malade une semaine avant de disputer le tournoi d'Auckland, Julia Görges arrive néanmoins au deuxième tour, battant au passage la tenante du titre Gréta Arn en trois sets. Elle atteint ensuite pour la première fois de sa carrière les huitièmes de finale d'un tournoi du Grand Chelem face à Agnieszka Radwańska, match qu'elle perd assez sèchement après être complètement passée à côté de son sujet.
Après avoir défendu les couleurs de son pays en simple en Fed Cup, match extrêmement serré qu'elle perd face à Petra Kvitová (3-6, 6-3, 10-8), Julia Görges se rend à l'Open GDF Suez où elle atteint les quarts de finale pour la première fois mais elle est défaite en trois sets par la Tchèque Klára Zakopalová. Elle atteint par la suite la finale du tournoi de Dubaï après sa grosse contre-performance à Doha. Sur son passage, elle bat l'ancienne no 1 mondiale Caroline Wozniacki en deux sets (7-63, 7-5) mais aussi Svetlana Kuznetsova et Daniela Hantuchová alors qu'elle avait perdu la première manche. Julia Görges atteint alors son meilleur classement au rang de no 16.
Après son succès à Dubaï, Julia Görges atteint pour la première fois le 4e tour du tournoi d'Indian Wells, où elle perd face à la no 1 mondiale Victoria Azarenka en deux sets. Elle est ensuite défaite dès le premier tour du tournoi de Miami par la Belge Kim Clijsters, qui faisait son grand retour depuis son dernier match à Melbourne.
Elle commence la saison sur terre battue par un quart de finale à Barcelone où elle est défaite par la future gagnante Sara Errani. Elle perd ensuite contre Jarmila Gajdosova en barrage de Fed Cup qui voit l'Australie battre l'Allemagne (3-2). Après un deuxième tour à Stuttgart (battue par Stosur) elle subit à Madrid la loi de sa compatriote Mona Barthel. Elle se reprend à Madrid en atteignant pour le troisième tour du tournoi de Rome. À Roland Garros après deux victoires en deux sets contre Lucie Hradecka et Heather Watson, elle s'incline à la surprise générale contre la Néerlandaise Aranxta Rus dans une partie disputée en toute fin de soirée dans une ambiance houleuse où l'Allemande tentera de réclamer le report du match au lendemain et fera même appel au corps médical pour tenter de gagner du temps. Elle se justifiera à l'interview en déclarant, ne plus rien voir en raison d'une acuité visuel de +6 dioptries. Quelques mois plus tard elle subira à Kiel une intervention laser pour améliorer sa vue.
Après une infamante défaite à Bad Gastein contre la qualifiée Richel Hogenkamp, elle atteint le troisième tour de Wimbledon. À Palerme (en 1/4) et à Bastad (au deuxième tour) elle est à chaque fois battue par Barbora Strycova. Aux Jeux olympiques de Londres elle remporte une des plus belles victoire de sa carrière et bat la numéro deux mondiale et toute fraiche finaliste de Wimbledon Agnieszka Radwanska 7-5, 5-7, 6-4. Après une victoire contre Varvara Lepchenko, elle doit toutefois s'inclinée contre Maria Kirilenko. La tournée américaine est cependant à nouveau source de déceptions : elle ne remporte qu'un match (contre Peer à Cincinnati) et s'incline au premier tour de l'US Open contre la qualifiée Kristyna Pliskova. La tournée asiatique n'est avant Pékin pas plus réjouissante, elle s'incline au premier tour à Séoul et au deuxième à Tokyo. Dans la capitale chinoise elle passe cependant deux tours —dont une victoire de prestige contre la neuvième mondiale Samantha Stosur— avant de s'inclinée contre Marion Bartoli. Sa fin de saison —après des victoires contre Daniela Hantuchova, Sofia Arvidsson, Romina Oprandi et Kirsten Flipkens— est toutefois auréolée d'une finale à Linz où elle ne s'incline que contre la numéro mondiale Victoria Azarenka.

### 2013. L'annus horibilis
Après deux tournois de préparation où Julia s'incline contre Johanna Larsson (deuxième tour à Auckland) et Svetlana Kuznetsova (1er tour); l'Allemande signe un très bel Australian Open en battant notamment la qualifiée Vera Dushevina et la Chinoise Zheng Jie dans deux très gros combat en trois sets. En huitième elle est battue par la Chinoise Li Na 7-6, 6-1, non sans avoir une balle de premier set sur un coup droit penalty qu'elle rate finalement. Éliminée prématurément à l'Open de Paris, elle remporte ses deux simples à Limoges contre Parmentier et Mladenovic et contribue au retour de l'Allemagne dans le groupe mondial de Fed Cup. Elle s'incline ensuite au premier tour de Dubai en trois sets contre Errani avant d'atteindre le troisième tour à Indian Wells (battue sèchement 6-1, 6-2 par Nadia Petrova) et d'être défaite d'entrée à Miami par wildcard Ajla Tomljanović. La saison sur terre battue voit Julia Goerges subir de nombreuses éliminations précoces : troisième tour à Charleston, 1er tour à Katowice, deuxième tour à Stuttgart, 1er tour à Oreias et deuxième tour à Madrid et Rome. À Bruxelles après une victoire contre l'Américaine Coco Vandeweghe (6-1, 7-5) elle doit abandonner contre Romina Oprandi. Malgré des entraînements peu concluants, la native de Bad Odesloe décide de s'aligner à Roland Garros et perd 7-6, 6-0 contre Zuzana Kučová (joueuse alors non classée et bénéficiant d'un classement protégée). Elle est ensuite battue au deuxième tour de Nuremberg contre Petkovic et s'incline d'entrée à Wimbledon contre Mariana Duque-Marino. Elle entame la tournée américaine par quatre défaites au premier tour et doit attendre New Haven et une victoire contre Bojana Jovanovski (6-2, 4-6, 7-5) pour mettre fin à l'hémorragie. Elle s'incline toutefois au tour suivant contre Sloane Stephens (7-5, 2-6, 6-1) et est éliminée sans gloire au premier tour de l'US Open par la locale Mc Hale (6-4, 6-3). Après n'avoir remporté qu'un seul match durant la tournée asiatique (contre la japonaise Misaki Doi), elle termine la saison par une défaite à Linz contre l'Italienne Giorgi (6-2, 6-3).

### 2014. Sortie du top 100 et résultats en dents de scie
Elle commence la saison à Auckland ; après une victoire dans le tie-break du troisième set contre l'Italienne Karin Knapp (8), elle subit la loi de la 204e mondiale Sachie Ishizu. Repêchée comme lucky loser à Sydney, elle perd ensuite contre Caroline Wozniacki. Sa première victoire contre une joueuse du top 10 en Grand Chelem contre Sara Errani 6-3, 6-2 semble annoncer le retour de jours meilleurs. Elle s'incline cependant au tour suivant contre l'Américaine Lauren Davis (7-5, 2-6, 6-4) et sort pour la première fois depuis juillet 2009. Une demi-finale à Pattaya lui permet cependant de retrouver rapidement sa place dans les 100 meilleures. Après sur victoire sur Luksika Kumkhum et avoir bénéficié de l'abandon de Svetlana Kuznetsova, elle domine Elena Vesnina en trois sets avant d'être battue par la Tchèque Karolina Pliskova. Julia Görges atteint ensuite les deuxièmes tours des tournois d'Acapulco et d'Indian Wells. À Miami, elle ne parvient pas à se qualifier pour le tableau final. Sa saison sur terre battue débute par une défaite contre Virginie Razzano et un deuxième tour à Stuttgart avec une victoire sur Sorana Cîrstea. À Madrid, elle sort des qualifications mais ne peut rien contre Simona Halep tandis qu'à Rome, elle est éliminée une nouvelle fois par Lauren Davis. À Strasbourg, elle regagne un peu de couleurs en battant Sloane Stephens et Lauren Davis avant d'être battue par Madison Keys. À Roland-Garros, après une victoire sur Larcher De Brito, elle est défaite en trois sets par la future demi-finaliste Eugénie Bouchard. Wimbledon ne lui sourit pas davantage : elle perd d'entrée en deux tie-breaks contre Lucie Safarova. Après n'avoir remporté qu'un seul match à Bad Gastein et Bastad, elle s'envole pour l'Amérique du Nord. Éliminée d'entrée à Washington, elle ne parvient pas à se qualifier pour le grand tableau à Cincinnati et Montréal. À l'US Open, elle est également battue d'entrée par Flavia Penetta. Elle atteint toutefois les demi-finales du tournoi de Québec (sans cependant battre sur sa route une seule top 100) avant de terminer sa saison sur deux nouvelles défaites au premier tour contre Varvara Lepchenko et Andreea Mitu.

### 2015. Deux huitièmes en Grand Chelem et fin de collaboration avec Sascha Nensel

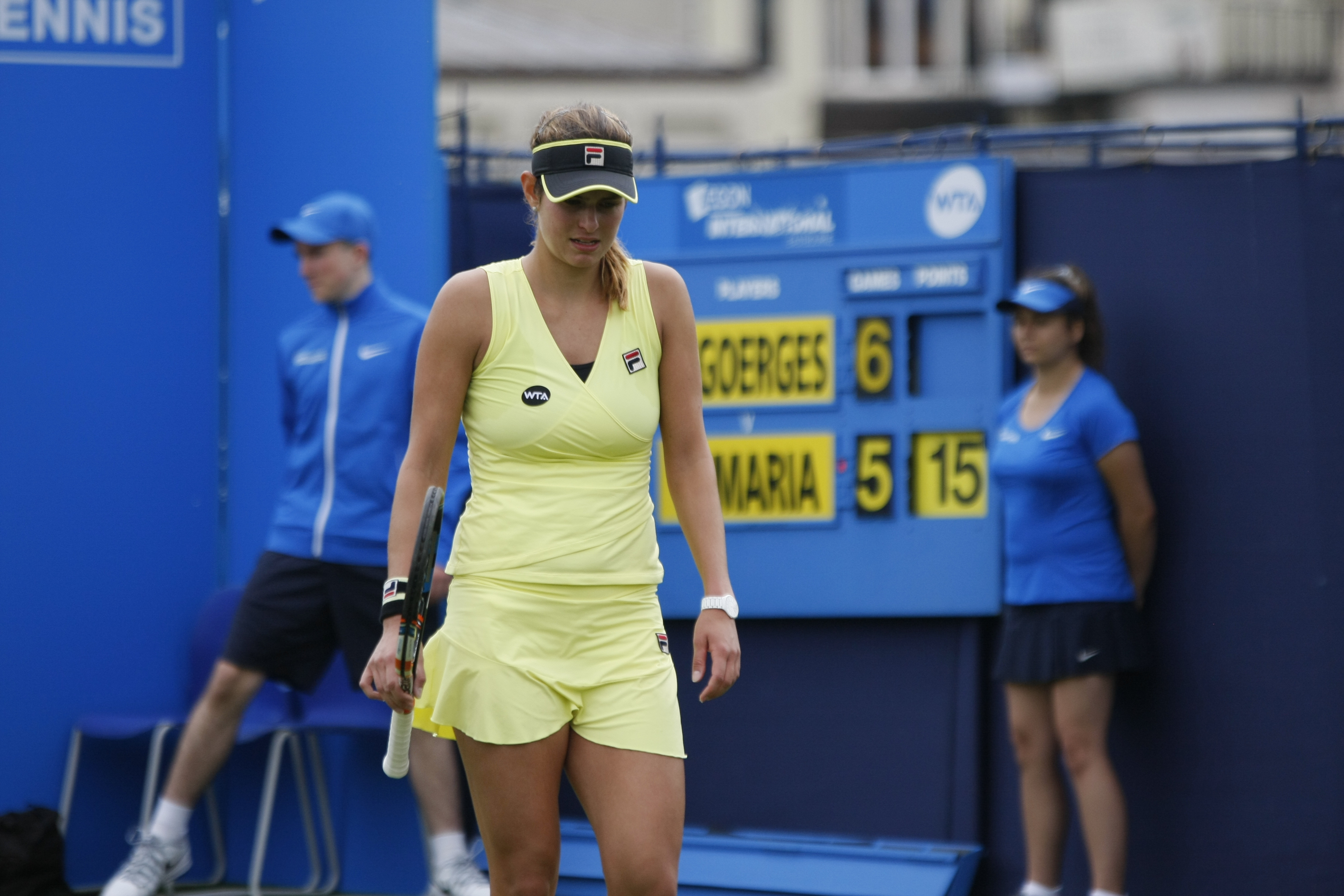
Julia Görges à Eastbourne en 2015.

Elle dispute le tournoi d'Auckland pour démarrer sa saison, parvient jusqu'en quart de finale avant de se faire éliminer par Caroline Wozniacki (6-4, 6-4). À l'Open d'Australie, elle réalise un super parcours en parvenant jusqu'aux huitièmes de finale, pour cela elle bat Belinda Bencic, Klára Koukalová et Lucie Hradecká avant de buter sur Ekaterina Makarova, future demi-finaliste (6-3, 6-2).
À Dubaï, repêchée comme lucky-loser, Julia malgré quatre balles de matches s'incline 2-6, 7-6, 6-4. L'Allemande atteint ensuite les quarts de finale à Kua Lumpur (battue 7-6, 7-5 par Alexandra Dulgheru) et s'incline au premier tour d'Indian Wells contre Heather Watson 6-4, 5-7, 6-3. À Miami elle bat Jana Čepelová (6-1, 6-0) avant de s'incliner 7-6, 6-7, 6-4 contre Sabine Lisicki. Alignée en demi-finale de Fed Cup contre la Russie, Julia est dominée sur un double 6-4 par la Russe Svetlana Kuznetsova. L'équipe allemande est battue 3-2 à Sotchi. La saison sur terre battue débute à Stuttgart par une douloureuse défaite 3-6, 6-3, 7-5 contre Belinda Bencic dans laquelle l'Allemande a eu plusieurs balles de matches. Battue d'entrée à Prague, Julie Goerges sort des qualifications à Madrid, bat au premier tour Marina Erakovic (une autre qualifiée) 6-1, 0-6, 6-4 puis s'incline contre Carla Suárez Navarro 6-3, 7-5. Après une défaite au premier tour des qualifications de Rome elle sort de sa torpeur à Roland-Garros, où elle parvient à aller en huitième de finale. Au premier tour elle bat Coco Vandeweghe (6-2, 5-7, 6-1), puis au tour suivant la 5e mondiale Caroline Wozniacki (6-4, 7-64) et au troisième Irina Falconi (6-4, 6-1). Cependant son parcours s'arrête nettement (6-2, 6-2) face à l’Italienne Sara Errani, finaliste en 2012. La saison sur gazon aboutit à un nouveau fiasco avec deux défaites au premier tour sans le moindre set remporté.
Après deux deuxième tour à Bucarest et Bad Gastein, elle bat en tant que lucky-loser Zarina Diyas (2-6, 6-1, 7-5) puis est vaincue (7-5, 6-3) par Agnieszka Radwanska. Sortie des qualifications à Cincinnati elle subit la loi d'Andrea Petkovic (6-4, 6-2). Après une nouvelle élimination au premier tour de l'US Open, la quatrième de rang, Julia Goerges annonce quelques jours plus tard mettre fin à sa collaboration avec son entraîneur depuis près de sept ans Sascha Nensel. C'est sans entraîneur quelle termine poussivement la saison. En Asie elle est battue au deuxième tour du tournoi de Séoul, puis sort des qualifications à Wuhan où elle parvient à franchir un tour en battant (6-3, 6-3) Alizée Cornet. Battue ensuite par la future gagnante de l'épreuve Venus Williams (6-4, 6-3). Sa saison se termine enfin par deux défaites au premier tour à Pékin et Linz.

### 2016. Nouvelle équipe et qualification pour les Masters de double
Fin d'année 2015, l'Allemande annonce avoir engagé Michael Geserer (ancien coach de Philipp Kohlschreiber) comme entraîneur et Florian Zitzelsberger comme préparateur physique. Elle quitte également le nord de l'Allemagne pour venir s'installer à Ratisbonne dans le sud du pays.
Goerges commence l'année 2016 de très bonne manière, en atteignant la finale à Auckland, sa première depuis octobre 2012. Elle élimine sur sa route : Lucie Hradeka (6-0, 6-3), Barbora Strýcová (6-4, 7-67, Nao Hibino (6-73, 6-2, 6-4) et Tamira Passez (6-4, 6-2) avant de céder (7-5, 6-2) face à Sloane Stephens. Elle atteint les demi-finales de l'Open d'Australie aux côtés de Karolína Plíšková, mais n'aura pas pu dépasser le second tour en simple, éliminée par sa partenaire de double. À Dubai elle dispose de Svetlana Kuztensova (6-1, 6-0). Au deuxième tour sur sa lancée elle mène rapidement 6-2, 3-0 contre Barbora Strýcová avant de complètement craquer mentalement et n'inscrire plus qu'u jeu sur l'ensemble de la partie. À Doha Svetlana Kuznetsova prend sa revanche sur un double 6-3. Après une élimination au premier tour d'Indian Wells des œuvres de Giorgi, Julia Goerges se reprend à Miami en atteignant pour la première fois le troisième tour : elle domine Nao Hibino (7-66, 6-4) et surtout Sam Stosur (3-6, 6-4, 6-1) avant de baisser pavillon face à la numéro 5 mondiale Simona Halep (6-4, 6-1). Après un deuxième tour de Stuttgart et une élimination en qualification à Madrid, la Teutonne se qualifie pour le tableau de Rome ou elle s'incline toutefois contre Lesia Tsurenko après avoir servi pour le match (1-6, 7-65, 6-3). À Nuremberg, Julia Goerges —après deux victoires contre Christina Dinu (6-1, 6-2) et Yulia Putintseva (6-4, 6-2) et l'abandon de Lesia Tsurenko— se qualifie pour les demi-finales où elle toutefois battue (3-6, 6-4, 7-64) par la néerlandaise Kiki Bertens. Elle signe ensuite à Roland-Garros une victoire probante contre la britannique Johanna Konta (6-2, 6-3) mais doit ensuite s'incliner après un match d'une exceptionnelle qualité contre la future championne olympique Monica Puig (7-5, 6-74, 5-7). La saison se gazon se solde comme d'habitude par deux défaites au premier tour sans le moindre set remporté. Après une défaite au deuxième tour à Gstaad, Julia Goerges rebondit à Bastad en se qualifiant pour le dernier carré après avoir remporté ses trois matches menées un set à zéro. Victime d'une légère déchirure musculaire à la cuisse elle doit toutefois abandonner en demi-finale contre sa compatriote Laura Siegemund (4-6, 6-3, 4-0 ab.). Rétablie de toute justesse elle dispute les qualifications de Cincinnati et s'incline sur un double 6-4 contre la Japonaise Naomi Osaka. À l'US Open elle remporte un match pour la première fois depuis 2012 : elle bat Yanina Wickmayer (6-3, 6-2) avant d'être éliminée (6-2, 6-3) par l'Américaine Venus Williams. Après une décevante défaite au premier tour du tournoi de Québec; l'Allemande, lors de la tournée asiatique, sort à chaque fois des qualifications mais ne peut remporter le moindre match dans le grand tableau : elle s'incline (6-0, 6-4) contre Daria Kasatkina et (4-6, 6-3, 6-4) contre Caroline Garcia. Après un deuxième tour à Linz, Julia Goerges atteint les demi-finales d'un tournoi premier pour la première fois depuis février 2012. En effet, au tournoi de Moscou, elle bat successivement Danka Kovinic (7-63, 6-3), Elena Vesnina (7-5, 6-0) et Daria Kasatkina (7-5, 6-1) avant d"être défaite (7-5, 6-1) par Daria Gavrilova. La saison est toutefois embellie par la première qualification de sa carrière pour les masters de double après notamment une finale à Indian Wells et deux demi-finales à l'Australian Open et Wimbledon.

### 2017. Trois finales International, titre Premier à Moscou et titre auMasters bis de Zhuhai, meilleur classement en carrière
Lors de l'année 2017, elle parvient en finale de trois tournois de catégorie International en juin et juillet, sur trois surfaces différentes (gazon, terre battue et dur), échouant à chaque fois à remporter le titre. D'abord à Majorque, battant notamment la tête de série numéro 1, Anastasia Pavlyuchenkova (6-1, 6-2), puis sa compatriote Sabine Lisicki (6-2, 6-4) et Catherine Bellis (6-1, 6-1), mais s'inclinant (4-6, 6-3, 3-6) face à Anastasija Sevastova. Puis à Bucarest en passant des joueuses plus modestes mais perdant des sets contre Alexa Glatch et Ana Bogdan au cours de sa semaine ; avant d'être vaincue à la fin (3-6, 5-7) par la locale, Irina-Camelia Begu. Enfin à Washington, passant sur le fil le second tour face à la Belge Alison Van Uytvanck (3-6, 6-3, 7-69), Monica Niculescu et sa compatriote Andrea Petkovic (5-7, 6-4, 7-5) dans un match physique et serré de plus de deux heures et demi. Elle baissera pavillon en finale au terme d'un autre gros match intense, un combat contre Ekaterina Makarova (6-3, 6-72, 0-6) après le gain de la première manche.

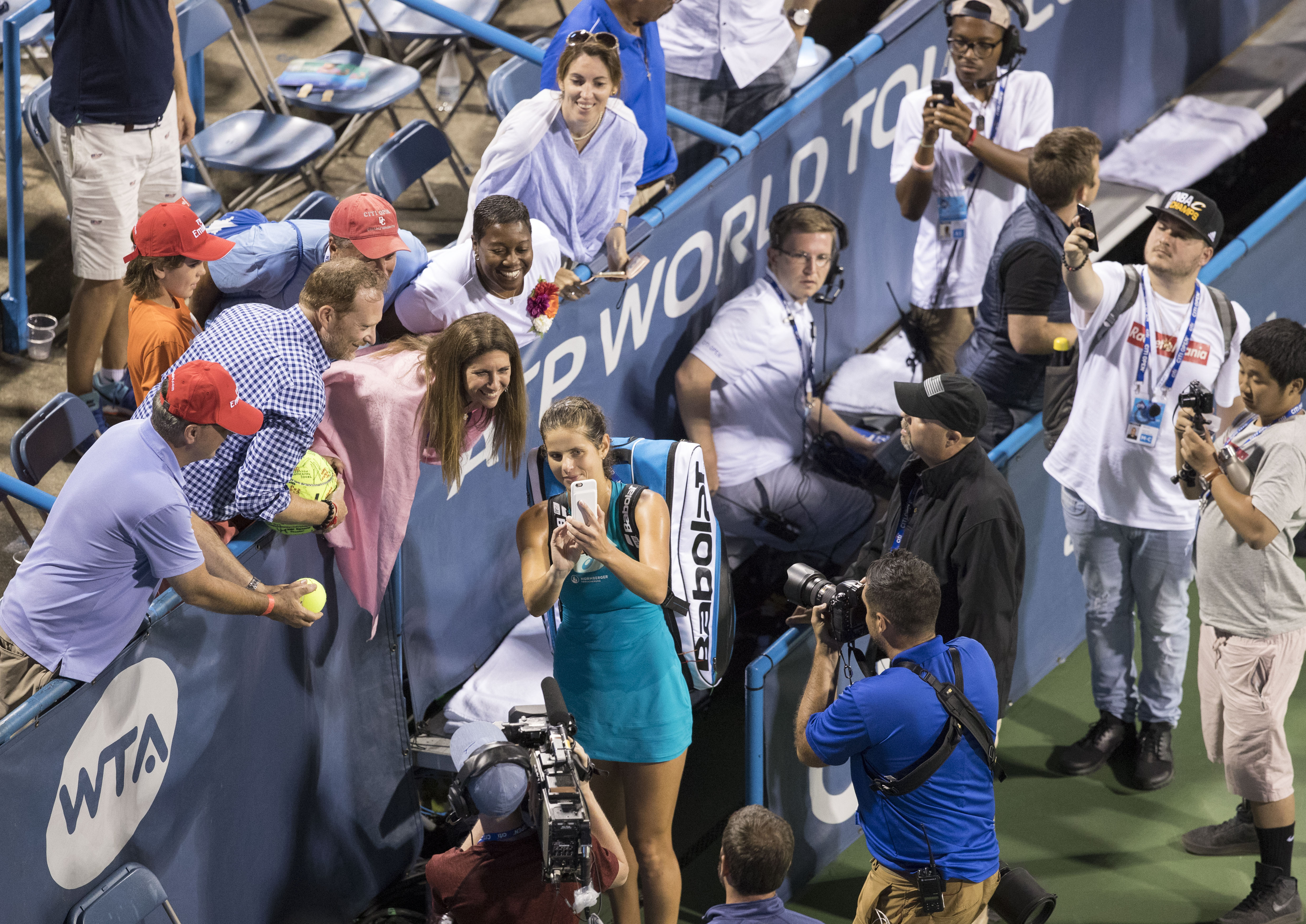
Julia Görges à Washington en 2017.

Sur le dur américain, à Cincinnati, elle vainc d'entrée de tournoi la 10e mondiale, Agnieszka Radwańska (6-4, 6-4), puis la qualifiée Françoise Abanda et surtout la 4e mondiale, Elina Svitolina (7-5, 6-4) pour se qualifier aux quarts de finale. Elle est vaincue par l'Américaine Sloane Stephens (1-6, 6-73) de retour sur les courts depuis juillet. Enfin à l'US Open, Julia arrive aisément jusqu'en huitième en ayant passé Annika Beck (6-1, 6-0), Zheng Saisai (6-2, 6-1) et Aleksandra Krunić (6-3, 6-3). Elle s'incline à nouveau contre Stephens (3-6, 6-3, 1-6) mais cette fois-ci contre la future lauréate de l'épreuve.
En octobre, elle remporte sa quatrième finale de la saison en intérieur, au tournoi Premier de Moscou et mettant fin à une disette de six ans sans titre. Au cours de sa semaine, elle passe Yulia Putintseva et Lesia Tsurenko en deux sets, puis les Russes Natalia Vikhlyantseva (6-2, 2-6, 7-5) et Daria Kasatkina (6-1, 6-2) en finale.
Elle remporte en novembre pour son dernier tournoi de l'année, le WTA Elite Trophy à Zhuhai. Elle bat en poules Magdaléna Rybáriková (6-1, 7-65), puis la n°10 mondiale Kristina Mladenovic (6-2, 7-64). Elle bat ensuite en demi-finale Anastasija Sevastova (6-3, 6-3) avant de battre Coco Vandeweghe en finale (7-5, 6-2) en 1 h 20 après avoir été menée 5-2 dans la première manche. Elle remporte ainsi le 4e titre de sa carrière, mais aussi le plus important. Elle termine l'année sur une série de huit victoires consécutives et lui permettant d'atteindre la 14e place mondiale, son meilleur classement en carrière, soit un bond de quatre rangs à l'issue du tournoi.

### 2018. Titre à Auckland et intégration du top 10
Julia Görges commence sa saison 2018 à Auckland. Elle parvient en finale assez aisément en disposant de Mónica Puig, Viktória Kužmová, Polona Hercog et Hsieh Su-wei. Elle bat enfin la no 3 mondiale, Caroline Wozniacki pour s'adjuger le titre (6-4, 7-64), et signe par là même sa 14e victoire consécutive sur le circuit. Elle continue sa série de victoires consécutives et grâce à son titre, elle monte à la 12e place mondiale, son meilleur classement en carrière. Après avoir remporté 15 matchs et 3 tournois d'affilée, sa série de succès prend finalement fin au 2e tour de l'Open d'Australie lors duquel elle est battue en 2 sets par la Française Alizé Cornet (4-6, 3-6).
Elle poursuit la compétition au tournoi de Saint-Pétersbourg, où elle retrouve le chemin de la victoire en éliminant tour à tour María Sákkari (6-2, 7-65), Roberta Vinci (7-5, 6-0) et Elena Rybakina (6-3, 6-3) avant de s'incliner en demi-finale (5-7, 6-4, 2-6) face à Petra Kvitová, éventuelle vainqueure du tournoi. Malgré cette défaite, elle intègre pour la première fois le top 10 à la 10e place mondiale. À Doha, elle atteint les quarts de finale en ne perdant qu'un set, mais abandonne face à Petra Kvitová au cours de la seconde manche.
Sur terre battue au tournoi de Charleston, l'Allemande passe difficilement Kristie Ahn, puis bat Naomi Osaka et Daria Kasatkina en deux manches ; avant de battre Anastasija Sevastova (7-65, 6-3) pour arriver en finale. À cause des interruption à cause de la pluie, les demies et la finale sont joués le même jour, et Görges passe complètement à côté de sa finale (2-6, 1-6) face à Kiki Bertens.
De retour avec de bonnes performances, elle réalise au tournoi de Wimbledon son meilleur résultat en Grand Chelem. Sur son chemin, elle bat Mónica Puig (6-4, 7-67), puis Vera Lapko en trois sets, après difficilement Barbora Strýcová (7-63, 3-6, 10-8) pour arriver en 1/8 en trois heures ; avant de passer tranquillement (6-2, 6-3) Donna Vekić pour atteindre les quarts de finale. Ensuite en deux heures, elle passe (3-6, 7-5, 6-1) après la perte du premier set, Kiki Bertens pour rallier le dernier carré. Elle tombe en 1 h 10 contre Serena Williams (2-6, 4-6) sans avoir pu opposer de la résistance. En octobre, Julia Görges remporte le titre au Luxembourg en battant la Suissesse Belinda Bencic en finale (6-4, 7-5).

## Palmarès

### Titres en simple dames
| No | Date       | Nom et lieu du tournoi               | Catégorie    | Dotation    | Surface      | Finaliste          | Score         |          |
| -- | ---------- | ------------------------------------ | ------------ | ----------- | ------------ | ------------------ | ------------- | -------- |
| 1  | 19-07-2010 | Gastein Ladies, Bad Gastein          | Intern'l     | 220 000 $   | Terre (ext.) | Timea Bacsinszky   | 6-1, 6-4      | Parcours |
| 2  | 18-04-2011 | Porsche Tennis Grand Prix, Stuttgart | Premier      | 721 000 $   | Terre (int.) | Caroline Wozniacki | 7-63, 6-3     | Parcours |
| 3  | 16-10-2017 | Kremlin Cup, Moscou                  | Premier      | 855 308 $   | Dur (int.)   | Daria Kasatkina    | 6-1, 6-2      | Parcours |
| 4  | 31-10-2017 | WTA Elite Trophy, Zhuhai             | Elite Trophy | 2 280 935 $ | Dur (int.)   | Coco Vandeweghe    | 7-5, 6-1      | Parcours |
| 5  | 01-01-2018 | ASB Classic, Auckland                | Intern'l     | 250 000 $   | Dur (ext.)   | Caroline Wozniacki | 6-4, 7-64     | Parcours |
| 6  | 15-10-2018 | Luxembourg Open, Luxembourg          | Intern'l     | 250 000 $   | Dur (int.)   | Belinda Bencic     | 6-4, 7-5      | Parcours |
| 7  | 31-12-2018 | ASB Classic, Auckland                | Intern'l     | 250 000 $   | Dur (ext.)   | Bianca Andreescu   | 2-6, 7-5, 6-1 | Parcours |

### Finales en simple dames
| No | Date       | Nom et lieu du tournoi            | Catégorie | Dotation    | Surface      | Vainqueure           | Score          |          |
| -- | ---------- | --------------------------------- | --------- | ----------- | ------------ | -------------------- | -------------- | -------- |
| 1  | 18-10-2010 | BGL Open, Luxembourg              | Intern'l  | 220 000 $   | Dur (int.)   | Roberta Vinci        | 6-3, 6-4       | Parcours |
| 2  | 20-02-2012 | Tennis Championships, Dubaï       | Premier   | 2 000 000 $ | Dur (ext.)   | Agnieszka Radwańska  | 7-5, 6-4       | Parcours |
| 3  | 08-10-2012 | Generali Ladies, Linz             | Intern'l  | 220 000 $   | Dur (int.)   | Victoria Azarenka    | 6-3, 6-4       | Parcours |
| 4  | 04-01-2016 | ASB Classic, Auckland             | Intern'l  | 250 000 $   | Dur (ext.)   | Sloane Stephens      | 7-5, 6-2       | Parcours |
| 5  | 19-06-2017 | Mallorca Open, Calvià             | Intern'l  | 250 000 $   | Gazon (ext.) | Anastasija Sevastova | 6-4, 3-6, 6-3  | Parcours |
| 6  | 17-07-2017 | Bucharest Open, Bucarest          | Intern'l  | 250 000 $   | Terre (ext.) | Irina-Camelia Begu   | 6-3, 7-5       | Parcours |
| 7  | 31-07-2017 | Citi Open, Washington             | Intern'l  | 250 000 $   | Dur (ext.)   | Ekaterina Makarova   | 3-6, 7-62, 6-0 | Parcours |
| 8  | 02-04-2018 | Volvo Car Open, Charleston        | Premier   | 800 000 $   | Terre (ext.) | Kiki Bertens         | 6-2, 6-1       | Parcours |
| 9  | 17-06-2019 | Nature Valley Classic, Birmingham | Premier   | 941 136 $   | Gazon (ext.) | Ashleigh Barty       | 6-3, 7-5       | Parcours |
| 10 | 14-10-2019 | BNP Paribas Open, Luxembourg      | Intern'l  | 226 750 $   | Dur (int.)   | Jeļena Ostapenko     | 6-4, 6-1       | Parcours |

### Titres en double dames
| No | Date       | Nom et lieu du tournoi                | Catégorie | Dotation  | Surface      | Partenaire          | Finalistes                          | Score             |          |
| -- | ---------- | ------------------------------------- | --------- | --------- | ------------ | ------------------- | ----------------------------------- | ----------------- | -------- |
| 1  | 20-07-2009 | Slovenia Open Portorož                | Intern'l  | 220 000 $ | Dur (ext.)   | Vladimíra Uhlířová  | Camille Pin Klára Zakopalová        | 6-4, 6-2          | Parcours |
| 2  | 02-08-2010 | Sony Ericsson Open Copenhague         | Intern'l  | 220 000 $ | Dur (int.)   | Anna-Lena Grönefeld | Vitalia Diatchenko Tatiana Poutchek | 6-4, 6-4          | Parcours |
| 3  | 20-09-2010 | Hansol Korea Open Séoul               | Intern'l  | 220 000 $ | Dur (ext.)   | Polona Hercog       | Natalie Grandin Vladimíra Uhlířová  | 6-3, 6-4          | Parcours |
| 4  | 11-06-2012 | Nürnberger Gastein Ladies Bad Gastein | Intern'l  | 220 000 $ | Terre (ext.) | Jill Craybas        | Anna-Lena Grönefeld Petra Martić    | 6-74, 6-4, [11-9] | Parcours |
| 5  | 23-08-2015 | Connecticut Open New Haven            | Premier   | 754 163 $ | Dur (ext.)   | Lucie Hradecká      | Chuang Chia-jung Liang Chen         | 6-3, 6-1          | Parcours |

### Finales en double dames
| No | Date       | Nom et lieu du tournoi                 | Catégorie | Dotation    | Surface         | Vainqueures                           | Partenaire          | Score             |          |
| -- | ---------- | -------------------------------------- | --------- | ----------- | --------------- | ------------------------------------- | ------------------- | ----------------- | -------- |
| 1  | 27-07-2009 | Istanbul Cup Istanbul                  | Intern'l  | 220 000 $   | Dur (ext.)      | Lucie Hradecká Renata Voráčová        | Patty Schnyder      | 2-6, 6-3, [12-10] | Parcours |
| 2  | 12-07-2010 | XXIII Internazionali Femminili Palerme | Intern'l  | 220 000 $   | Terre (ext.)    | Alberta Brianti Sara Errani           | Jill Craybas        | 6-4, 6-1          | Parcours |
| 3  | 11-07-2011 | Nürnberger Gastein Ladies Bad Gastein  | Intern'l  | 220 000 $   | Terre (ext.)    | Eva Birnerová Lucie Hradecká          | Jarmila Gajdošová   | 4-6, 6-2, [12-10] | Parcours |
| 4  | 10-10-2011 | Generali Ladies Linz                   | Intern'l  | 220 000 $   | Dur (int.)      | Marina Eraković Elena Vesnina         | Anna-Lena Grönefeld | 7-5, 6-1          | Parcours |
| 5  | 02-01-2012 | ASB Classic Auckland                   | Intern'l  | 220 000 $   | Dur (ext.)      | Andrea Hlaváčková Lucie Hradecká      | Flavia Pennetta     | 6-72, 6-2, [10-7] | Parcours |
| 6  | 23-04-2012 | Porsche Tennis Grand Prix Stuttgart    | Premier   | 740 000 $   | Terre (int.)    | Iveta Benešová Barbora Z. Strýcová    | Anna-Lena Grönefeld | 6-4, 7-5          | Parcours |
| 7  | 08-10-2012 | Generali Ladies Linz                   | Intern'l  | 220 000 $   | Dur (int.)      | Anna-Lena Grönefeld Květa Peschke     | Barbora Z. Strýcová | 6-3, 6-4          | Parcours |
| 8  | 31-12-2012 | ASB Classic Auckland                   | Intern'l  | 235 000 $   | Dur (ext.)      | Cara Black Anastasia Rodionova        | Yaroslava Shvedova  | 2-6, 6-2, [10-5]  | Parcours |
| 9  | 22-07-2013 | Bank of the West Classic Stanford      | Premier   | 795 707 $   | Dur (ext.)      | Raquel Kops-Jones Abigail Spears      | Darija Jurak        | 6-2, 7-64         | Parcours |
| 10 | 08-09-2014 | Coupe Banque Nationale Québec          | Intern'l  | 250 000 $   | Moquette (int.) | Lucie Hradecká Mirjana Lučić-Baroni   | Andrea Hlaváčková   | 6-3, 7-68         | Parcours |
| 11 | 09-03-2016 | BNP Paribas Open Indian Wells          | PREMIER*  | 6 844 139 $ | Dur (ext.)      | Bethanie Mattek-Sands Coco Vandeweghe | Karolína Plíšková   | 4-6, 6-4, [10-6]  | Parcours |

### Titre en double mixte
| No | Date       | Nom et lieu du tournoi | Catégorie | Dotation     | Surface      | Vainqueures                           | Partenaire     | Score            |          |
| -- | ---------- | ---------------------- | --------- | ------------ | ------------ | ------------------------------------- | -------------- | ---------------- | -------- |
| 1  | 25-05-2014 | Roland-Garros Paris    | G. Chelem | 15 598 998 $ | Terre (ext.) | Anna-Lena Grönefeld Jean-Julien Rojer | Nenad Zimonjić | 4-6, 6-2, [10-7] | Parcours |

## Parcours en Grand Chelem

### En simple dames
| Année | Open d'Australie | Open d'Australie   | Internationaux de France | Internationaux de France | Wimbledon       | Wimbledon            | US Open         | US Open                   |
| ----- | ---------------- | ------------------ | ------------------------ | ------------------------ | --------------- | -------------------- | --------------- | ------------------------- |
| 2007  | —                | —                  | —                        | —                        | —               | —                    | 1er tour (1/64) | Justine Henin             |
| 2008  | Q2               | Urszula Radwańska  | Q3                       | Anastasiya Yakimova      | 2e tour (1/32)  | Marina Eraković      | 1er tour (1/64) | Séverine Beltrame         |
| 2009  | 1er tour (1/64)  | Ana Ivanović       | 1er tour (1/64)          | Iveta Benešová           | 1er tour (1/64) | Jelena Janković      | 1er tour (1/64) | Svetlana Kuznetsova       |
| 2010  | 2e tour (1/32)   | Caroline Wozniacki | 2e tour (1/32)           | Serena Williams          | 1er tour (1/64) | Marion Bartoli       | 2e tour (1/32)  | Yanina Wickmayer          |
| 2011  | 3e tour (1/16)   | Maria Sharapova    | 3e tour (1/16)           | Marion Bartoli           | 3e tour (1/16)  | Dominika Cibulková   | 3e tour (1/16)  | Peng Shuai                |
| 2012  | 1/8 de finale    | A. Radwańska       | 3e tour (1/16)           | Arantxa Rus              | 3e tour (1/16)  | Ana Ivanović         | 1er tour (1/64) | Kristýna Plíšková         |
| 2013  | 1/8 de finale    | Li Na              | 1er tour (1/64)          | Zuzana Kučová            | 1er tour (1/64) | Mariana Duque Mariño | 1er tour (1/64) | Christina McHale          |
| 2014  | 2e tour (1/32)   | Lauren Davis       | 2e tour (1/32)           | Eugenie Bouchard         | 1er tour (1/64) | Lucie Šafářová       | 1er tour (1/64) | Flavia Pennetta           |
| 2015  | 1/8 de finale    | E. Makarova        | 1/8 de finale            | Sara Errani              | 1er tour (1/64) | Timea Bacsinszky     | 1er tour (1/64) | Anna Karolína Schmiedlová |
| 2016  | 2e tour (1/32)   | Karolína Plíšková  | 2e tour (1/32)           | Mónica Puig              | 1er tour (1/64) | Yaroslava Shvedova   | 2e tour (1/32)  | Venus Williams            |
| 2017  | 2e tour (1/32)   | Jelena Janković    | 1er tour (1/64)          | Madison Brengle          | 1er tour (1/64) | Lesia Tsurenko       | 1/8 de finale   | Sloane Stephens           |
| 2018  | 2e tour (1/32)   | Alizé Cornet       | 3e tour (1/16)           | Serena Williams          | 1/2 finale      | Serena Williams      | 2e tour (1/32)  | Ekaterina Makarova        |
| 2019  | 1er tour (1/64)  | Danielle Collins   | 1er tour (1/64)          | Kaia Kanepi              | 3e tour (1/16)  | Serena Williams      | 1/8 de finale   | Donna Vekić               |
| 2020  | 3e tour (1/16)   | Alison Riske       | 2e tour (1/32)           | Laura Siegemund          | Annulé          | Annulé               | —               | —                         |

N.B. : à droite du résultat se trouve le nom de l'ultime adversaire.

### En double dames
| Année | Open d'Australie                                                                   | Open d'Australie              | Internationaux de France        | Internationaux de France    | Wimbledon                     | Wimbledon                     | US Open                         | US Open                        |
| ----- | ---------------------------------------------------------------------------------- | ----------------------------- | ------------------------------- | --------------------------- | ----------------------------- | ----------------------------- | ------------------------------- | ------------------------------ |
| 2009  | —                                                                                  | —                             | —                               | —                           | —                             | —                             | 1er tour (1/32) Arantxa Parra   | S. Williams V. Williams        |
| 2010  | 1er tour (1/32) Arantxa Parra                                                      | Hsieh Su-wei Peng Shuai       | 2e tour (1/16) D. Cibulková     | A. Hlaváčková L. Hradecká   | 1/4 de finale Ágnes Szávay    | Gisela Dulko F. Pennetta      | 3e tour (1/8) A.-L. Grönefeld   | Cara Black An. Rodionova       |
| 2011  | 3e tour (1/8) Lisa Raymond                                                         | N. Grandin V. Uhlířová        | 3e tour (1/8) A. Petkovic       | Nadia Petrova An. Rodionova | 1er tour (1/32) M. Kirilenko  | T. Pironkova C. Scheepers     | 2e tour (1/16) A. Petkovic      | A. Hlaváčková L. Hradecká      |
| 2012  | 2e tour (1/16) Kaia Kanepi                                                         | S. Kuznetsova V. Zvonareva    | 1er tour (1/32) S. Stosur       | E. Makarova Elena Vesnina   | 1er tour (1/32) Jill Craybas  | A. Klepač An. Rodionova       | 1/4 de finale Květa Peschke     | Sara Errani Roberta Vinci      |
| 2013  | 2e tour (1/16) S. Stosur                                                           | V. Lepchenko Zheng Saisai     | —                               | —                           | 1/4 de finale B. Z. Strýcová  | Shuko Aoyama C. Scheepers     | 2e tour (1/16) B. Z. Strýcová   | Polona Hercog Lisa Raymond     |
| 2014  | 2e tour (1/16) B. Z. Strýcová                                                      | M. Adamczak O. Rogowska       | 1er tour (1/32) A.-L. Grönefeld | D. Cibulková K. Flipkens    | 1/4 de finale A.-L. Grönefeld | A. Petkovic M. Rybáriková     | 1er tour (1/32) A.-L. Grönefeld | Vania King Lisa Raymond        |
| 2015  | 1/2 finale A.-L. Grönefeld                                                         | B. Mattek L. Šafářová         | 1er tour (1/32) B. Krejčíková   | M. Hingis Sania Mirza       | 1er tour (1/32) C. Witthöft   | Chan Hao-ching Van Uytvanck   | 1er tour (1/32) Klaudia Jans    | Kiki Bertens J. Larsson        |
| 2016  | 1/2 finale Ka. Plíšková                                                            | M. Hingis Sania Mirza         | 3e tour (1/8) Ka. Plíšková      | E. Makarova Elena Vesnina   | 1/2 finale Ka. Plíšková       | S. Williams V. Williams       | 3e tour (1/8) Ka. Plíšková      | B. Mattek-Sands Lucie Šafářová |
| 2017  | 1er tour (1/32) Ka. Plíšková                                                       | Andreja Klepač M. J. Martínez | —                               | —                           | 3e tour (1/8) B. Strýcová     | A.-L. Grönefeld Květa Peschke | 1er tour (1/32) Olga Savchuk    | Kiki Bertens J. Larsson        |
| 2019  | —                                                                                  | —                             | —                               | —                           | —                             | —                             | 1er tour (1/32) K. Siniaková    | Cori Gauff C. McNally          |
| 2020  | 2e tour (1/16) A. Barty \|\| style="text-align:left;" \| Tímea Babos K. Mladenovic |                               |                                 | Annulé                      | Annulé                        | —                             | —                               |                                |

Sous le résultat, la partenaire ; à droite, l'ultime équipe adverse.

### En double mixte
| Année | Open d'Australie               | Open d'Australie        | Internationaux de France | Internationaux de France    | Wimbledon                   | Wimbledon                | US Open                       | US Open                  |
| ----- | ------------------------------ | ----------------------- | ------------------------ | --------------------------- | --------------------------- | ------------------------ | ----------------------------- | ------------------------ |
| 2010  | -                              | -                       | -                        | -                           | 1er tour (1/32) M. Kohlmann | Gisela Dulko J. I. Chela | -                             | -                        |
| 2012  | -                              | -                       | -                        | -                           | 1/4 de finale Daniel Nestor | Liezel Huber Bob Bryan   | 1er tour (1/16) Daniel Nestor | L. Hradecká F. Čermák    |
| 2013  | -                              | -                       | -                        | -                           | 2e tour (1/16) M. Emmrich   | Sania Mirza Horia Tecău  | 1er tour (1/16) Rohan Bopanna | A. Spears S. González    |
| 2014  | 1/4 de finale A.-U.-H. Qureshi | Sania Mirza Horia Tecău | Finale N. Zimonjić       | A.-L. Grönefeld J.-J. Rojer | -                           | -                        | 1er tour (1/16) N. Zimonjić   | C. McHale Stefan Kozlov  |
| 2015  | -                              | -                       | -                        | -                           | -                           | -                        | 2e tour (1/8) N. Zimonjić     | Simona Halep Horia Tecău |

Sous le résultat, le partenaire ; à droite, l'ultime équipe adverse.

## Parcours en «Premier Mandatory» et «Premier 5»
Découlant d'une réforme du circuit WTA inaugurée en 2009, les tournois WTA « Premier Mandatory » et « Premier 5 » constituent les catégories d'épreuves les plus prestigieuses, après les quatre levées du Grand Chelem.

### En simple dames
| Année |       |                               |                             |                             |                               |                             |                              |                             |                                  |                                   |  |                              |
| Doha  | Dubaï | Indian Wells                  | Miami                       | Madrid                      | Rome                          | Canada                      | Cincinnati                   | Pékin                       |                                  | Tokyo                             |  |                              |
| Doha  | Dubaï | Indian Wells                  | Miami                       | Madrid                      | Rome                          | Canada                      | Cincinnati                   | Pékin                       | Wuhan                            |                                   |  |                              |
| Doha  | Dubaï | Indian Wells                  | Miami                       | Madrid                      | Rome                          | Canada                      | Cincinnati                   | Pékin                       | Guadalajara                      |                                   |  |                              |
| 2009  |       | Hors calendrier               |                             |                             | 2e tour (1/32) Zheng J.       |                             |                              |                             |                                  |                                   |  |                              |
| 2010  |       | Hors calendrier               |                             | 2e tour (1/32) Y. Wickmayer | 2e tour (1/32) E. Vesnina     |                             |                              |                             |                                  | 1er tour (1/32) T. Bacsinszky     |  | 3e tour (1/8) C. Vandeweghe  |
| 2011  |       | Hors catégorie                |                             | 3e tour (1/16) J. Janković  | 1er tour (1/64) M. Oudin      | 1/2 finale V. Azarenka      |                              | 2e tour (1/16) S. Williams  | 1er tour (1/32) Zheng J.         | 1er tour (1/32) M. Kirilenko      |  | 3e tour (1/8) M. Sharapova   |
| 2012  |       | 2e tour (1/16) V. Lepchenko   | Hors catégorie              | 4e tour (1/8) V. Azarenka   | 2e tour (1/32) K. Clijsters   | 1er tour (1/32) M. Barthel  | 3e tour (1/8) A. Kerber      | 1er tour (1/32) T. Paszek   | 2e tour (1/16) A. Pavlyuchenkova | 3e tour (1/8) M. Bartoli          |  | 2e tour (1/16) M. Bartoli    |
| 2013  |       |                               | Hors catégorie              | 3e tour (1/16) N. Petrova   | 2e tour (1/32) A. Tomljanović | 2e tour (1/16) V. Lepchenko | 2e tour (1/16) V. Azarenka   | 1er tour (1/32) R. Vinci    | 1er tour (1/32) M. Rybáriková    | 1er tour (1/32) K. Kanepi         |  | 1er tour (1/32) S. Cîrstea   |
| 2014  |       |                               | Hors catégorie              | 2e tour (1/32) M. Sharapova |                               | 1er tour (1/32) S. Halep    |                              |                             |                                  |                                   |  |                              |
| 2015  |       | Hors catégorie                | 1er tour (1/32) F. Pennetta | 1er tour (1/64) H. Watson   | 2e tour (1/32) S. Lisicki     | 2e tour (1/16) C. Suárez    |                              | 2e tour (1/16) A. Radwańska | 1er tour (1/32) A. Petkovic      | 1er tour (1/32) A. Pavlyuchenkova |  | 2e tour (1/16) V. Williams   |
| 2016  |       | 1er tour (1/32) S. Kuznetsova | Hors catégorie              | 1er tour (1/64) C. Giorgi   | 3e tour (1/16) S. Halep       |                             | 1er tour (1/32) L. Tsurenko  |                             |                                  | 1er tour (1/32) C. Garcia         |  | 1er tour (1/32) D. Kasatkina |
| 2017  |       | Hors catégorie                |                             | 3e tour (1/16) L. Davis     | 3e tour (1/16) R. Ozaki       | 1er tour (1/32) M. Duque    | 3e tour (1/8) G. Muguruza    | 1er tour (1/32) C. Bellis   | 1/4 de finale S. Stephens        | 2e tour (1/16) B. Strýcová        |  | 2e tour (1/16) A. Radwańska  |
| 2018  |       | 1/4 de finale P. Kvitová      | Hors catégorie              | 3e tour (1/16) A. Sevastova | 2e tour (1/32) C. Witthöft    | 3e tour (1/8) C. Garcia     |                              | 3e tour (1/8) A. Sevastova  | 1er tour (1/32) K. Mladenovic    | 3e tour (1/8) N. Osaka            |  | 2e tour (1/16) S. Kenin      |
| 2019  |       | Hors catégorie                | 1er tour (1/32) A. Riske    | 3e tour (1/16) M. Barthel   | 3e tour (1/16) C. Garcia      | 1er tour (1/32) V. Kužmová  | 2e tour (1/16) M. Buzărnescu | 2e tour (1/16) B. Bencic    | 1er tour (1/32) S. Kenin         | 1er tour (1/32) P. Hercog         |  |                              |
| 2020  |       | 1er tour (1/32) M. Sákkari    | Hors catégorie              | Annulé                      | Annulé                        | Annulé                      | 1er tour (1/32) D. Kovinić   | Annulé                      |                                  | Annulé                            |  | Annulé                       |

Sous le résultat, l’ultime adversaire.
1. 1 2   Les tournois de Doha et Dubaï alternent le statut de tournoi WTA 1000 (ex Premier 5) entre 2009 et 2023 : les trois premières éditions ont lieu à Dubaï, les trois suivantes à Doha, puis Dubaï accueille le tournoi de cette catégorie les années impaires et Dubaï les années paires. De 2011 à 2023, la ville qui n’accueille pas de WTA 1000 organise à la place un tournoi WTA 500 (ex Premier).
2. 1 2 3 4 5 6 7 8   L’ordre de déroulement des tournois a évolué depuis 2009 : Rome se dispute avant Madrid et Cincinnati avant Montréal/Toronto jusqu’en 2010, tandis que Tokyo/Wuhan/Guadalajara ont lieu avant Pékin jusqu’en 2023.
3. 1 2 3 4 5 6  Du fait de la pandémie de Covid-19, les tournois d’Indian Wells, de Miami, de Madrid, du Canada, de Wuhan et de Pékin sont annulés en 2020. Ces deux derniers le sont également en 2021. Pour des raisons d’organisation, le tournoi de Cincinnati 2020 a exceptionnellement lieu à Flushing Meadows à New York.

### En double dames
N.B. : le nom de la partenaire se trouve sous le résultat ; le nom des ultimes adversaires se trouve à droite.

## Parcours aux Masters

### En double dames
| # | Date       | Nom de l'édition     | ($)       | Surface    | Résultat      | Partenaire        | Ultimes adversaires                 | Score    |          |
| - | ---------- | -------------------- | --------- | ---------- | ------------- | ----------------- | ----------------------------------- | -------- | -------- |
| 1 | 23/10/2016 | WTA Finals Singapour | 7 000 000 | Dur (int.) | 1/4 de finale | Karolína Plíšková | Caroline Garcia Kristina Mladenovic | 6-4, 6-2 | Parcours |

## Parcours aux Jeux olympiques

### En simple dames
| # | Date       | Nom de l'olympiade             | Surface      | Résultat      | Ultime adversaire | Score     |          |
| - | ---------- | ------------------------------ | ------------ | ------------- | ----------------- | --------- | -------- |
| 1 | 28/07/2012 | Olympic Tennis Event Wimbledon | Gazon (ext.) | 3e tour (1/8) | Maria Kirilenko   | 7-65, 6-3 | Parcours |

### En double dames
| # | Date       | Nom de l'olympiade             | Surface      | Résultat      | Partenaire          | Ultimes adversaires              | Score    |          |
| - | ---------- | ------------------------------ | ------------ | ------------- | ------------------- | -------------------------------- | -------- | -------- |
| 1 | 28/07/2012 | Olympic Tennis Event Wimbledon | Gazon (ext.) | 2e tour (1/8) | Anna-Lena Grönefeld | Ekaterina Makarova Elena Vesnina | 6-1, 6-2 | Parcours |

## Parcours en Fed Cup
| #                                                                           | Date       | Lieu        | Surface             | Gagnante(s)                        | Perdante(s)                           | Score              |          |
|                                                                             |            |             |                     |                                    |                                       |                    |          |
| 2008 - 1/4 de finale (groupe mondial) - États-Unis - Allemagne - 4 : 1      |            |             |                     |                                    |                                       |                    |          |
| 1                                                                           | 02/02/2008 | La Jolla    | Dur (ext.)          | Lindsay Davenport                  | Julia Görges                          | 6-1, 6-2           | Parcours |
|                                                                             |            |             |                     |                                    |                                       |                    |          |
| 2010 - Barrage (groupe mondial I) - Allemagne - France - 2 : 3              |            |             |                     |                                    |                                       |                    |          |
| 2                                                                           | 24/04/2010 | Francfort   | Terre (ext.)        | Pauline Parmentier                 | Julia Görges                          | 7-64, 6-4          | Parcours |
|                                                                             |            |             |                     |                                    |                                       |                    |          |
| 2011 - 1er tour (groupe mondial II) - Slovénie - Allemagne - 1 : 4          |            |             |                     |                                    |                                       |                    |          |
| 3                                                                           | 05/02/2011 | Maribor     | Terre (int.)        | Polona Hercog                      | Julia Görges                          | 7-5, 6-4           | Parcours |
| 3                                                                           | 05/02/2011 | Maribor     | Terre (int.)        | Julia Görges                       | Maša Zec Peškirič                     | 6-4, 6-2           | Parcours |
|                                                                             |            |             |                     |                                    |                                       |                    |          |
| 2011 - Barrage (groupe mondial I) - Allemagne - États-Unis - 5 : 0          |            |             |                     |                                    |                                       |                    |          |
| 4                                                                           | 16/04/2011 | Stuttgart   | Terre (int.)        | Julia Görges                       | Melanie Oudin                         | 6-2, 7-65          | Parcours |
| 4                                                                           | 16/04/2011 | Stuttgart   | Terre (int.)        | Julia Görges Anna-Lena Grönefeld   | Liezel Huber Vania King               | 3-6, 6-3, 6-1      | Parcours |
|                                                                             |            |             |                     |                                    |                                       |                    |          |
| 2012 - 1er tour (groupe mondial) - Allemagne - République tchèque - 1 : 4   |            |             |                     |                                    |                                       |                    |          |
| 5                                                                           | 04/02/2012 | Stuttgart   | Dur (int.)          | Petra Kvitová                      | Julia Görges                          | 3-6, 6-3, [10-8]   | Parcours |
| 5                                                                           | 04/02/2012 | Stuttgart   | Dur (int.)          | Iveta Benešová Barbora Z. Strýcová | Julia Görges Anna-Lena Grönefeld      | 6-3, 7-64          | Parcours |
|                                                                             |            |             |                     |                                    |                                       |                    |          |
| 2012 - Barrage (groupe mondial I) - Allemagne - Australie - 2 : 3           |            |             |                     |                                    |                                       |                    |          |
| 6                                                                           | 21/04/2012 | Stuttgart   | Terre (int.)        | Jarmila Gajdošová                  | Julia Görges                          | 6-4, 6-4           | Parcours |
| 6                                                                           | 21/04/2012 | Stuttgart   | Terre (int.)        | Julia Görges Andrea Petkovic       | Casey Dellacqua Jarmila Gajdošová     | 6-3, 6-4           | Parcours |
|                                                                             |            |             |                     |                                    |                                       |                    |          |
| 2013 - 1er tour (groupe mondial II) - France - Allemagne - 1 : 3            |            |             |                     |                                    |                                       |                    |          |
| 7                                                                           | 09/02/2013 | Limoges     | Terre (int.)        | Julia Görges                       | Kristina Mladenovic                   | 6-3, 7-65          | Parcours |
| 7                                                                           | 09/02/2013 | Limoges     | Terre (int.)        | Julia Görges                       | Pauline Parmentier                    | 6-4, 6-2           | Parcours |
|                                                                             |            |             |                     |                                    |                                       |                    |          |
| 2014 - 1er tour (groupe mondial) - Slovaquie - Allemagne - 1 : 3            |            |             |                     |                                    |                                       |                    |          |
| 8                                                                           | 08/02/2014 | Bratislava  | Dur (int.)          | Jana Čepelová Magdaléna Rybáriková | Julia Görges Anna-Lena Grönefeld      | 4-6, 6-3, [10-7]   | Parcours |
|                                                                             |            |             |                     |                                    |                                       |                    |          |
| 2014 - 1/2 finale (groupe mondial) - Australie - Allemagne - 1 : 3          |            |             |                     |                                    |                                       |                    |          |
| 9                                                                           | 19/04/2014 | Brisbane    | Dur (ext.)          | Ashleigh Barty Casey Dellacqua     | Julia Görges Anna-Lena Grönefeld      | 6-2, 6-75, [10-2]  | Parcours |
|                                                                             |            |             |                     |                                    |                                       |                    |          |
| 2014 - Finale (groupe mondial) - République tchèque - Allemagne - 3 : 1     |            |             |                     |                                    |                                       |                    |          |
| 10                                                                          | 08/11/2014 | Prague      | Dur (int.)          | Julia Görges Sabine Lisicki        | Andrea Hlaváčková Lucie Hradecká      | 6-4, 6-3           | Parcours |
|                                                                             |            |             |                     |                                    |                                       |                    |          |
| 2015 - 1er tour (groupe mondial) - Allemagne - Australie - 4 : 1            |            |             |                     |                                    |                                       |                    |          |
| 11                                                                          | 07/02/2015 | Stuttgart   | Dur (int.)          | Julia Görges Sabine Lisicki        | Casey Dellacqua Olivia Rogowska       | 6-72, 7-67, [10-6] | Parcours |
|                                                                             |            |             |                     |                                    |                                       |                    |          |
| 2015 - 1/2 finale (groupe mondial) - Russie - Allemagne - 3 : 2             |            |             |                     |                                    |                                       |                    |          |
| 12                                                                          | 18/04/2015 | Sotchi      | Terre (int.)        | Svetlana Kuznetsova                | Julia Görges                          | 6-4, 6-4           | Parcours |
|                                                                             |            |             |                     |                                    |                                       |                    |          |
| 2016 - Barrage (groupe mondial I) - Roumanie - Allemagne - 1 : 4            |            |             |                     |                                    |                                       |                    |          |
| 13                                                                          | 16/04/2016 | Cluj-Napoca | Terre (int.)        | Annika Beck Julia Görges           | Irina-Camelia Begu Alexandra Dulgheru | 6-75, 7-64, [10-7] | Parcours |
|                                                                             |            |             |                     |                                    |                                       |                    |          |
| 2017 - 1er tour (groupe mondial) - États-Unis - Allemagne - 4 : 0           |            |             |                     |                                    |                                       |                    |          |
| 14                                                                          | 11/02/2017 | Maui        | Dur (ext.)          | Coco Vandeweghe                    | Julia Görges                          | 6-3, 3-1 ab.       | Parcours |
|                                                                             |            |             |                     |                                    |                                       |                    |          |
| 2017 - Barrage (groupe mondial I) - Allemagne - Ukraine - 3 : 2             |            |             |                     |                                    |                                       |                    |          |
| 15                                                                          | 22/04/2017 | Stuttgart   | Terre (int.)        | Julia Görges                       | Elina Svitolina                       | 4-6, 6-1, 6-4      | Parcours |
| 15                                                                          | 22/04/2017 | Stuttgart   | Terre (int.)        | Julia Görges                       | Lesia Tsurenko                        | 6-4, 6-4           | Parcours |
|                                                                             |            |             |                     |                                    |                                       |                    |          |
| 2018 - 1/2 finale (groupe mondial) - Allemagne - République tchèque - 1 - 4 |            |             |                     |                                    |                                       |                    |          |
| 16                                                                          | 21/04/2018 | Stuttgart   | Terre battue (int.) | Petra Kvitová                      | Julia Görges                          | 6-3, 6-2           | Parcours |
| 16                                                                          | 21/04/2018 | Stuttgart   | Terre battue (int.) | Julia Görges                       | Karolína Plíšková                     | 6-4, 6-2           | Parcours |

## Classements WTA en fin de saison
| Année          | 2005 | 2006 | 2007 | 2008 | 2009 | 2010 | 2011 | 2012 | 2013 | 2014 | 2015 | 2016 | 2017 | 2018 | 2019 |
| Rang en simple | 1118 | 425  | 131  | 102  | 78   | 40   | 21   | 18   | 73   | 75   | 50   | 54   | 14   | 14   | 28   |
| Rang en double | –    | 569  | 366  | 266  | 68   | 36   | 40   | 21   | 27   | 40   | 24   | 16   | 82   | 299  | 126  |

Source : (en) Classements de Julia Görges sur le site officiel de la Fédération internationale de tennis

## Records et statistiques

### Confrontations avec ses principales adversaires
Confrontations lors des différents tournois WTA avec ses principales adversaires (5 confrontations minimum et avoir été membre du top 10). Classement par pourcentage de victoires. Situation au 28 mars 2018 :
Les joueuses retraitées sont en gris.
| Joueuse              | Meilleur classement | Confrontations | Victoires | Défaites | Pourcentage de victoires | Dernière confrontation                       |
| -------------------- | ------------------- | -------------- | --------- | -------- | ------------------------ | -------------------------------------------- |
| Ana Ivanović         | 1                   | 6              | 1         | 5        | 16,7                     | défaite (6-1, 2-6, 3-6) à Stuttgart 2014     |
| Victoria Azarenka    | 1                   | 6              | 1         | 5        | 16,7                     | défaite (2-6, 0-6) à Rome 2013               |
| Sloane Stephens      | 9                   | 6              | 1         | 5        | 16,7                     | défaite (3-6, 6-3, 1-6) à l'US Open 2017     |
| Petra Kvitová        | 2                   | 6              | 1         | 5        | 16,7                     | défaite (3-6, 2-6) à la Fed Cup 2018         |
| Marion Bartoli       | 7                   | 5              | 1         | 4        | 20                       | défaite (3-6, 62-7) à Pékin 2012             |
| Svetlana Kuznetsova  | 2                   | 7              | 2         | 5        | 28,6                     | défaite (3-6, 3-6) à Doha 2016               |
| Jelena Janković      | 1                   | 6              | 2         | 4        | 33,3                     | victoire (2-6, 7-62, 6-1) à Rome 2017        |
| Sara Errani          | 5                   | 5              | 2         | 3        | 40                       | défaite (2-6, 2-6) à Roland-Garros 2015      |
| Caroline Wozniacki   | 1                   | 10             | 6         | 4        | 60                       | victoire (6-4, 7-64) à Auckland 2018         |
| Lucie Šafářová       | 5                   | 5              | 3         | 2        | 60                       | victoire (6-1, 7-5) à Doha 2018              |
| Carla Suárez Navarro | 6                   | 5              | 3         | 2        | 60                       | victoire (6-4, 7-65) à Miami 2017            |
| Coco Vandeweghe      | 9                   | 5              | 3         | 2        | 60                       | victoire (7-5, 6-1) à Zhuhai 2017            |
| Samantha Stosur      | 4                   | 6              | 5         | 1        | 83,3                     | victoire (4-6, 6-4, 6-4) à Indian Wells 2017 |

### Victoires sur le top 10
Toutes ses victoires sur des joueuses classées dans le top 10 de la WTA lors de la rencontre.
| Légende         |
| Grand Chelem    |
| Jeux olympiques |
| Masters         |
| Premier         |
| Elite Trophy    |
| Intern'l        |
| Fed Cup         |

| #  |       |  | Tournoi          | Année | Surface             |                    | Adversaire          | Rang   | Tour          | Score          | Tableau |
| -- | ----- |  | ---------------- | ----- | ------------------- | ------------------ | ------------------- | ------ | ------------- | -------------- | ------- |
| 1  | no 42 |  | Tokyo            | 2010  | Dur                 |                    | Samantha Stosur     | no 7   | 1/16          | 7-5, 6-3       | Tableau |
| 2  | no 32 |  | Stuttgart        | 2011  | Terre battue (int.) |                    | Victoria Azarenka   | no 5   | 1/8           | 4-6, ab.       | Tableau |
| 3  | no 32 |  | Stuttgart        | 2011  | Terre battue (int.) | Samantha Stosur    | no 7                | 1/2    | 6-4, 3-6, 7-5 |                | Tableau |
| 4  | no 32 |  | Stuttgart        | 2011  | Terre battue (int.) | Caroline Wozniacki | no 1                | Finale | 7-63, 6-3     |                | Tableau |
| 5  | no 27 |  | Madrid           | 2011  | Terre battue        |                    | Caroline Wozniacki  | no 1   | 1/8           | 6-4, 1-6, 6-3  | Tableau |
| 6  | no 19 |  | Dubaï            | 2012  | Dur                 |                    | Caroline Wozniacki  | no 4   | 1/2           | 7-63, 7-5      | Tableau |
| 7  | no 29 |  | Rome             | 2012  | Terre battue        |                    | Marion Bartoli      | no 7   | 1/16          | 6-3, 6-1       | Tableau |
| 8  | no 24 |  | Jeux olympiques  | 2012  | Gazon               |                    | Agnieszka Radwańska | no 2   | 1/32          | 7-5, 65-7, 6-4 | Tableau |
| 9  | no 21 |  | Pékin            | 2012  | Dur                 |                    | Samantha Stosur     | no 9   | 1/16          | 7-62, 4-6, 7-5 | Tableau |
| 10 | no 73 |  | Open d'Australie | 2014  | Dur                 |                    | Sara Errani         | no 7   | 1/64          | 6-3, 6-2       | Tableau |
| 11 | no 72 |  | Roland-Garros    | 2015  | Terre battue        |                    | Caroline Wozniacki  | no 5   | 1/32          | 6-4, 7-64      | Tableau |
| 12 | no 37 |  | Cincinnati       | 2017  | Dur                 |                    | Agnieszka Radwańska | no 10  | 1/32          | 6-4, 6-4       | Tableau |
| 13 | no 37 |  | Cincinnati       | 2017  | Dur                 | Elina Svitolina    | no 4                | 1/8    | 7-5, 6-4      |                | Tableau |
| 14 | no 18 |  | Zhuhai           | 2017  | Dur (int.)          |                    | Kristina Mladenovic | no 10  | Poules        | 6-2, 7-64      | Tableau |
| 15 | no 14 |  | Auckland         | 2018  | Dur                 |                    | Caroline Wozniacki  | no 3   | Finale        | 6-4, 7-64      | Tableau |
| 16 | no 11 |  | Fed Cup          | 2018  | Terre battue (int.) |                    | Karolína Plíšková   | no 6   | 1/2           | 6-4, 6-2       | Tableau |
| 17 | no 30 |  | US Open          | 2019  | Dur                 |                    | Kiki Bertens        | no 7   | 1/16          | 6-2, 6-3       | Tableau |